# 1693 en France
Chronologie de la France
- 1689
- 1690
- 1691
- 1692
- 1693
- 1694
- 1695
- 1696
- 1697

Cette page concerne l’année 1693 du calendrier grégorien.

## Événements
- Hiver très rude, suivi par un printemps et un été pluvieux, entrainant des récoltes de grain catastrophiques[1] et la famine (dès juin-juillet à Paris), favorisant les épidémies (1693-1694). Le prix du setier de froment passe à 28 livres fin juillet, 35 livres fin août et 42 fin septembre, niveau atteint seulement en 1662, pendant la Crise de l’avènement[2]. Entre 1,3 et 2 millions de victimes en France, soit 10 % de la population[3].
- 1er janvier - 26 février : Vauban inspecte la région de Nice pour préparer la restauration des fortifications, à l’issue d’une tournée générale dans les Alpes[4].
- 29 janvier : la foule, dirigée par des soldats, provoque de nouveaux désordres au Marché-Neuf et place Maubert à Paris[5].
- 27 mars : Louis XIV nomme de nouveaux maréchaux[6] (Tourville, Catinat, Boufflers…).
- 5 avril : mort de la Grande Mademoiselle, cousine germaine de Louis XIV[6].
- 10 avril : création de l’ordre royal et militaire de Saint-Louis (édit royal du 5 avril, enregistré par le  Parlement de 10 avril)[1].
- 18 - 22 mai : les forces de Louis XIV attaquent et prennent Heidelberg. Le château tombe le 23. Deuxième incendie de la ville[7].
- 26 mai : Anne de Tourville quitte Brest à la tête d’une flotte de 71 vaisseaux, 3 brûlots et 20 bâtiments de charge[8] ; par le système des classes instauré en 1670, il peut embarquer 71 000 hommes dans sa flotte.
- 27 juin : Tourville disperse et détruit en partie une flotte anglo-hollandaise au large de Lagos (Portugal), escortant des navires de commerce chargés de grains venus du Levant pour ravitailler l’Europe du Nord en pleine disette[6].
- Juin : Louis XIV quitte les Pays-Bas et n’exerce plus jamais de commandement militaire[7].
- 26 juillet: Drame de Trésiguidy, 77 personnes meurent noyées dans le naufrage d'un bac sur l'Aulne à Pleyben en Bretagne.
- 29 juillet: le maréchal de Luxembourg est vainqueur de Guillaume III d’Orange à la bataille de Neerwinden[7].
- 24 août : Paul de Beauvilliers devient gouverneur du duc Charles de Berry[9].
- 14 septembre : désaveu de la Déclaration[10]. Louis XIV suspend l’application de la déclaration du clergé de France, mettant fin à la crise religieuse. Innocent XII cède sur l’extension de la régale spirituelle et donne l’investiture à seize signataires qui avaient formulé leurs excuses, en contrepartie du renoncement par le clergé français à sa Déclaration de 1682 et de la restitution d’Avignon.
- 24 septembre : émeutes des femmes du faubourg Saint-Marcel[5]. Le lieutenant général de police La Reynie reçoit une délégation et décide d’installer des fours dans la cour du Louvre pour cuire du pain et le vendre à bas prix[11].
- 1er octobre : dévaluation de la livre tournois, qui vaut alors 6,93 grammes d’argent fin (11,79 le 11 novembre 1577)[12].
- 4 octobre : victoire de Catinat à la bataille de La Marsaille sur Victor-Amédée II de Sardaigne. Le duc de Savoie change de camp. Pignerol, assiégée depuis deux ans, est sauvée[7].
- 11 octobre : prise de Charleroi par Luxembourg[7].
- 13 octobre : arrêt du conseil ordonnant aux cultivateurs d’ensemencer leurs terres sous peine de permettre à toutes personnes de les cultiver à leur place[13].
- 20 octobre : arrêt du Parlement de Paris pour la subsistance des pauvres ; les curés des paroisses sont chargés de recenser les pauvres qui seront secourus par la population locale[2].
- 2 novembre : Fagon devient médecin du roi[14].
- 18 décembre : l’assemblée du clergé réunie à Paris accorde au roi un « don gratuit » de 4 millions de livres[15].
- 26 décembre : François Couperin devient organiste de la chapelle royale[6].

- Premier modèle de commode, de Boulle[16].